# ادواردو ۲۷۹۱۷
سیارک ۲۷۹۱۷ (به انگلیسی: 27917 Edoardo، نامگذاری:1996VU2) بیست و هفت هزار و نهصد و هفدهمین سیارک کشف شده‌است که در ۶ نوامبر ۱۹۹۶ کشف شد.